# 14728 Schuchardt
14728 Schuchardt eller 2000 DY14 är en asteroid i huvudbältet som upptäcktes den 26 februari 2000 av Catalina Sky Survey projektet. Den är uppkallad efter Maria Schuchardt.
Asteroiden har en diameter på ungefär 4 kilometer.